# Clash on Broadway
Clash on Broadway – album kompilacyjny zespołu The Clash zawierający jego najbardziej znane nagrania z lat 1977–1982.

## Utwory

### Dysk 1
1. „Janie Jones” (demo version) (Joe Strummer/Mick Jones) – 2:11
2. „Career Opportunities” (demo version) (Strummer/Jones) – 1:58
3. „White Riot” (z singla „White Riot”, 1977) (Strummer/Jones) – 1:59
4. „1977” (Strummer/Jones) – 1:41
5. „I'm So Bored with the USA” (Strummer/Jones) – 2:25
6. „Hate and War” (Strummer/Jones) – 2:06
7. „What’s My Name” (Jones/Levene/Strummer) – 1:40
8. „Deny” (Strummer/Jones) – 3:05
9. „London's Burning” (Strummer/Jones) – 2:10
10. „Protex Blue” (Strummer/Jones) – 1:46
11. „Police and Thieves” (Junior Murvin/Lee „Scratch” Perry) – 6:00
12. „48 Hours” (Strummer/Jones) – 1:36
13. „Cheat” (Strummer/Jones) – 2:07
14. „Garageland” (Strummer/Jones) – 3:14
15. „Capital Radio One” (Strummer/Jones) – 2:09
16. „Complete Control” (Strummer/Jones) – 3:14
17. „Clash City Rockers” (Strummer/Jones) – 3:49
18. „City of the Dead” (Strummer/Jones) – 2:24
19. „Jail Guitar Doors” (Strummer/Jones) – 3:05
20. „The Prisoner” (Strummer/Jones) – 3:00
21. „(White Man) in Hammersmith Palais” (Strummer/Jones) – 4:01
22. „Pressure Drop” (Toots Hibbert) – 3:26
23. „1-2 Crush on You” (Strummer/Jones) – 3:01
24. „English Civil War” (Live) (trad./Strummer/Jones) – 2:41
25. „I Fought the Law” (Live) (Sonny Curtis) – 2:26

### Dysk 2
1. „Safe European Home” (Strummer/Jones) – 3:51
2. „Tommy Gun” (Strummer/Jones) – 3:17
3. „Julie's Been Working for the Drug Squad” (Strummer/Jones) – 3:04
4. „Stay Free” (Strummer/Jones) – 3:40
5. „One Emotion” (Strummer/Jones) – 4:40
6. „Groovy Times” (Strummer/Jones) – 3:30
7. „Gates of the West” (Strummer/Jones) – 3:27
8. „Armagideon Time” (Willie Williams/Jackie Mittoo) – 3:50
9. „London Calling” (Strummer/Jones) – 3:20
10. „Brand New Cadillac” (Vince Taylor) – 2:10
11. „Rudie Can't Fail” (Strummer/Jones) – 3:30
12. „The Guns of Brixton” (Paul Simonon) – 3:11
13. „Spanish Bombs” (Strummer/Jones) – 3:20
14. „Lost in the Supermarket” (Strummer/Jones) – 3:48
15. „The Right Profile” (Strummer/Jones) – 3:55
16. „The Card Cheat” (Strummer/Jones) – 3:51
17. „Death or Glory” (Strummer/Jones) – 3:57
18. „Clampdown” (Strummer/Jones) – 3:50
19. „Train in Vain” (Strummer/Jones)– 3:11
20. „Bankrobber” (Strummer/Jones) – 4:33

### Dysk 3
1. „Police on My Back” (Eddy Grant) – 3:18
2. „The Magnificent Seven” (Strummer/Jones) – 5:33
3. „The Leader” (Strummer/Jones) – 1:42
4. „The Call Up” (Strummer/Jones) – 5:28
5. „Somebody Got Murdered” (Strummer/Jones) – 3:35
6. „Washington Bullets” (Strummer/Jones) – 3:52
7. „Broadway” (Strummer/Jones) – 4:57
8. „Lightning Strikes (Not Once But Twice)” (Live) (Strummer/Jones) – 3:38
9. „Every Little Bit Hurts” (Ed Cobb) – 4:38
10. „Stop the World” (Strummer/Jones) – 2:33
11. „Midnight to Stevens” (Strummer/Jones) – 4:39
12. „This Is Radio Clash” (Strummer/Jones) – 4:11
13. „Cool Confusion” (Strummer/Jones) – 3:15
14. „Red Angel Dragnet” (Edited Version) (Strummer/Jones) – 3:25
15. „Ghetto Defendant” (Edited Version) (Strummer/Jones) – 4:15
16. „Rock the Casbah” (US Single Version) (Strummer/Jones) – 3:42
17. „Should I Stay or Should I Go” (US Single Version) (Strummer/Jones) – 3:09
18. „Straight to Hell” (Unedited Version) (Strummer/Jones) – 6:56
19. „The Street Parade” (ukryty utwór) (Strummer/Jones) – 3:27